# Ваш (комитат)
Ваш (венг. Vas; нем. Eisenburg; словен. Železna županija) — исторический комитат на западе Венгерского королевства. В настоящее время эта территория входит в состав медье Ваш Венгерской республики, а также, частично, в состав австрийской федеральной земли Бургенланд и Словении (Прекмурье). Административным центром комитата Ваш был город Сомбатхей.
В дореволюционной русской исторической литературе обычно встречается немецкое наименование комитата — Эйзенбургский комитат.

## География
Ваш лежит к западу от озера Балатон, на предальпийской холмистой равнине. Его территорию ограничивают река Мура на юге, отроги Штирийских Альпов на западе и река Марцаль на востоке. Через весь комитат протекает река Раба. Площадь Ваша составляла 5474 км² (по состоянию на 1910 г.). Ваш граничил со следующими комитатами Венгрии: Шопрон, Веспрем и Зала, а также с австрийской коронной землёй Штирия.
Основой экономики комитата являлось зерновое сельское хозяйство, а также возделывание технических и кормовых культур (сахарная свёкла, лён). Большое значение также имело скотоводство, прежде всего выращивание крупного рогатого скота. В городах существовали предприятия текстильной и пищевой промышленности.

## История

Герб комитата Ваш

Ваш был одним из первых приграничных венгерских комитатов, образованных в начале XI века при короле Иштване I Святом. 
После Первой мировой войны западная часть комитата с городами Фельшёёр (Оберварт) и Неметуйвар (Гюссинг) была передана Австрии и вошла в состав федеральной земли Бургенланд. Кроме того небольшая область на крайнем юго-западе Ваша, населённая, в основном, словенцами, (Прекмурье c городом Мурска-Собота) была присоединена к Королевству сербов, хорватов и словенцев (позднее — Югославия). На оставшейся в составе Венгерской республики территории было образовано медье Ваш, однако ряд небольших участков были переданы соседним медье Зала и Веспрем. В то же время часть бывшего комитата Шопрон была объединена с медье Ваш. После распада Югославии в 1991 г. Прекмурье вошло в состав республики Словения.

## Население
Согласно переписи 1910 г. на территории комитата Ваш проживало 435 800 жителей, из них чуть более 57% являлись по национальности венграми, около 27% — немцами и 12% — словенцами. Господствующий религией населения был католицизм, который исповедовали 74% жителей, существенное значение также имело лютеранство (более 25% жителей).

## Административное деление
В начале XX века в состав комитата входили следующие административные подразделения:
| Округа         | Округа                     |
| Округ          | Адм. центр                 |
| -------------- | -------------------------- |
| Вашвар         | Вашвар                     |
| Кёрменд        | Кёрменд                    |
| Кёсег          | Кёсег                      |
| Мурасомбат     | Мурасомбат (Мурска-Собота) |
| Неметуйвар     | Неметуйвар (Гюссинг)       |
| Сентготхард    | Сентготхард                |
| Сомбатхей      | Сомбатхей                  |
| Фельшёёр       | Фельшёёр (Оберварт)        |
| Цельдёмёльк    | Цельдёмёльк                |
| Шарвар         | Шарвар                     |
| Муниципалитеты |                            |
| Кёсег          |                            |
| Сомбатхей      |                            |